# Halowe Mistrzostwa Świata w Lekkoatletyce 1991 – skok o tyczce mężczyzn
Skok o tyczce mężczyzn – jedna z konkurencji rozgrywanych podczas halowych mistrzostw świata w lekkoatletyce w 1991, zmagania w niej odbyły się 9 marca. Do konkursu zgłoszonych zostało 14 zawodników z 11 państw.
Zawody w tej konkurencji wygrał reprezentant ZSRR Serhij Bubka. Drugą pozycję zajął rodak triumfatora Wiktor Ryżenkow, trzecią zaś reprezentujący Francję Ferenc Salbert.

## Wyniki
| Miejsce | Zawodnik          | Państwo           | Wynik | Uwagi |
| ------- | ----------------- | ----------------- | ----- | ----- |
| 01 !    | Serhij Bubka      | ZSRR              | 6,00  | CR    |
| 02 !    | Wiktor Ryżenkow   | ZSRR              | 5,80  |       |
| 03 !    | Ferenc Salbert    | Francja           | 5,70  |       |
| 4.      | Kory Tarpenning   | Stany Zjednoczone | 5,70  |       |
| 5.      | Hermann Fehringer | Austria           | 5,70  |       |
| 6.      | Peter Widén       | Szwecja           | 5,60  | =     |
| 7.      | Javier García     | Hiszpania         | 5,60  |       |
| 8.      | Bernhard Zintl    | Niemcy            | 5,50  |       |
| 9.      | Scott Huffman     | Stany Zjednoczone | 5,50  |       |
| 10.     | Mirosław Chmara   | Polska            | 5,50  |       |
| 10.     | Dełko Lesew       | Bułgaria          | 5,50  |       |
| 12.     | Jean Galfione     | Francja           | 5,40  |       |
| 13.     | Asko Peltoniemi   | Finlandia         | 5,40  |       |
| –       | Kim Chul-kyun     | Korea Południowa  | NM    |       |